# Nordische Junioren-Skiweltmeisterschaften 2020
Die 43. Nordischen Junioren-Skiweltmeisterschaften und die in diesem Rahmen ausgetragenen 15. U23-Langlauf-Weltmeisterschaften fanden vom 28. Februar bis zum 8. März 2020 in Oberwiesenthal statt. Die Wettbewerbe im Skilanglauf wurden in der Sparkassen-Skiarena ausgetragen. Austragungsort der Skisprungwettbewerbe war die Fichtelbergschanze (HS 105).

## Medaillenspiegel

### Medaillenspiegel U23
| Platz  | Land               |   |   |   |    |
| ------ | ------------------ | - | - | - | -- |
| 1      | Schweden           | 3 | 2 | 2 | 7  |
| 1      | Norwegen           | 3 | 2 | 2 | 7  |
| 3      | Russland           | 1 | 2 | 0 | 3  |
| 4      | Italien            | 0 | 1 | 1 | 2  |
| 5      | Vereinigte Staaten | 0 | 0 | 1 | 1  |
| 5      | Frankreich         | 0 | 0 | 1 | 1  |
| Gesamt | Gesamt             | 7 | 7 | 7 | 21 |

### Medaillenspiegel Junioren
| Platz  | Land               |    |    |    |    |
| ------ | ------------------ | -- | -- | -- | -- |
| 1      | Norwegen           | 6  | 4  | 2  | 12 |
| 2      | Österreich         | 5  | 2  | 1  | 8  |
| 3      | Vereinigte Staaten | 2  | 1  | 0  | 3  |
| 4      | Deutschland        | 1  | 4  | 3  | 8  |
| 5      | Schweiz            | 1  | 1  | 2  | 4  |
| 5      | Slowenien          | 1  | 1  | 2  | 4  |
| 7      | Schweden           | 1  | 0  | 1  | 2  |
| 8      | Polen              | 0  | 2  | 1  | 3  |
| 9      | Frankreich         | 0  | 1  | 1  | 2  |
| 10     | Kanada             | 0  | 1  | 0  | 1  |
| 11     | Italien            | 0  | 0  | 3  | 3  |
| 12     | Japan              | 0  | 0  | 1  | 1  |
| Gesamt | Gesamt             | 17 | 17 | 17 | 51 |

## Skilanglauf U23 Männer

### Sprint Freistil
| Platz | Sportler                | Land        |
| ----- | ----------------------- | ----------- |
| 1     | Vebjørn Hegdal          | Norwegen    |
| 2     | Mattia Armellini        | Italien     |
| 3     | Harald Østberg Amundsen | Norwegen    |
| 4     | Alexander Terentjew     | Russland    |
| 5     | Denis Filimonow         | Russland    |
| 6     | Richard Leupold         | Deutschland |
| 7     | Janosch Brugger         | Deutschland |
| 8     | Arnaud Chautemps        | Frankreich  |
| 9     | Gustav Aflodal          | Schweden    |
| 10    | Théo Schely             | Frankreich  |
| 11    | Janik Riebli            | Schweiz     |
| 12    | Hugo Jacobsson          | Schweden    |

Datum: 1. März 2020

Es waren 71 Teilnehmer am Start.

Weitere Teilnehmer aus deutschsprachigen Ländern:

 Josef Fässler: 15. Platz

 Cyril Fähndrich: 17. Platz

 Livio Matossi: 24. Platz

 Philipp Leodolter: 30. Platz

 Michael Föttinger: 33. Platz

 Lukas Mrkonjic: 34. Platz

 Benjamin Moser: 36. Platz

 Florian Guler: 38. Platz

### 15 km klassisch
| Platz | Sportler                | Land               | Zeit        |
| ----- | ----------------------- | ------------------ | ----------- |
| 1     | Sergei Ardaschew        | Russland           | 36:26,4 min |
| 2     | Harald Østberg Amundsen | Norwegen           | 37:28,4 min |
| 3     | Hugo Lapalus            | Frankreich         | 38:02,0 min |
| 4     | Janosch Brugger         | Deutschland        | 38:06,5 min |
| 5     | Leo Johansson           | Schweden           | 38:14,6 min |
| 6     | Håvard Moseby           | Norwegen           | 38:15,0 min |
| 7     | Fredrik Andersson       | Schweden           | 38:26,7 min |
| 8     | Hunter Wonders          | Vereinigte Staaten | 38:29,5 min |
| 9     | Andrei Kusnezow         | Russland           | 38:33,4 min |
| 10    | Simone Daprà            | Italien            | 38:40,0 min |

Datum: 3. März 2020

Es waren 69 Teilnehmer am Start.

Weitere Teilnehmer aus deutschsprachigen Ländern:

 Josef Fässler: 14. Platz

 Cyril Fähndrich: 17. Platz

 Richard Leupold: 20. Platz

 Mika Vermeulen: 21. Platz

 Benjamin Moser: 31. Platz

 Livio Matossi: 35. Platz

 Florian Knopf: 36. Platz

 Philipp Leodolter: 39. Platz

 Janik Riebli: 40. Platz

### 30 km Freistil Massenstart
| Platz | Sportler                  | Land       | Zeit         |
| ----- | ------------------------- | ---------- | ------------ |
| 1     | Harald Østberg Amundsen   | Norwegen   | 1:12:42,0 h. |
| 2     | Sergei Ardaschew          | Russland   | 1:12:49,4 h. |
| 3     | Håvard Moseby             | Norwegen   | 1:13:22,5 h. |
| 4     | Thomas Bucher-Johannessen | Norwegen   | 1:13:54,7 h. |
| 5     | Simone Daprà              | Italien    | 1:14:33,5 h. |
| 6     | Jon Rolf Skamo Hope       | Norwegen   | 1:15:09,6 h. |
| 7     | Arnaud Chautemps          | Frankreich | 1:15:43,5 h. |
| 8     | Fredrik Andersson         | Schweden   | 1:15:46,0 h. |
| 9     | Raimo Vīgants             | Lettland   | 1:15:48,6 h. |
| 10    | Martin Coradazzi          | Italien    | 1:15:49,5 h. |

Datum: 5. März 2020

Es waren 61 Teilnehmer am Start.

Weitere Teilnehmer aus deutschsprachigen Ländern:

 Florian Knopf: 14. Platz

 Josef Fässler: 16. Platz

 Mika Vermeulen: 21. Platz

 Janosch Brugger: 26. Platz

 Benjamin Moser: 32. Platz

 Cyril Fähndrich: 36. Platz

## Skilanglauf U23 Frauen

### Sprint Freistil
| Platz | Sportler           | Land               |
| ----- | ------------------ | ------------------ |
| 1     | Emma Ribom         | Schweden           |
| 2     | Johanna Hagström   | Schweden           |
| 3     | Julia Kern         | Vereinigte Staaten |
| 4     | Léna Quintin       | Frankreich         |
| 5     | Kateřina Janatová  | Tschechien         |
| 6     | Antonia Fräbel     | Deutschland        |
| 7     | Christina Mazokina | Russland           |
| 8     | Zuzana Holíková    | Tschechien         |
| 9     | Mathilde Myhrvold  | Norwegen           |
| 10    | Cristina Pittin    | Italien            |
| 11    | Weronika Kaleta    | Polen              |
| 12    | Nina Dubotolkina   | Russland           |

Datum: 1. März 2020

Es waren 54 Sportlerinnen am Start.

Weitere Teilnehmerinnen aus deutschsprachigen Ländern:

 Coletta Rydzek: 16. Platz

 Julia Richter: 19. Platz

 Lea Fischer: 23. Platz

 Alexandra Danner: 26. Platz

 Désirée Steiner: 31. Platz

 Lisa Achleitner: 32. Platz

### 10 km klassisch
| Platz | Sportler               | Land               | Zeit        |
| ----- | ---------------------- | ------------------ | ----------- |
| 1     | Ebba Andersson         | Schweden           | 28:28,7 min |
| 2     | Marte Mæhlum Johansen  | Norwegen           | 28:53,5 min |
| 3     | Emma Ribom             | Schweden           | 28:58,9 min |
| 4     | Julia Kern             | Vereinigte Staaten | 29:06,7 min |
| 5     | Christina Mazokina     | Russland           | 29:07,2 min |
| 6     | Antonia Fräbel         | Deutschland        | 29:19,0 min |
| 7     | Hailey Swirbul         | Vereinigte Staaten | 29:32,5 min |
| 8     | Vilma Nissinen         | Finnland           | 29:35,4 min |
| 9     | Hedda Østberg Amundsen | Norwegen           | 29:43,0 min |
| 10    | Nina Dubotolkina       | Russland           | 29:44,3 min |

Datum: 3. März 2020

Es waren 55 Athletinnen am Start.

Weitere Teilnehmerinnen aus deutschsprachigen Ländern:

 Désirée Steiner: 21. Platz

 Celine Mayer: 27. Platz

 Lea Fischer: 29. Platz

 Barbara Walchhofer: 31. Platz

 Julia Richter: 35. Platz

 Giuliana Werro: 48. Platz

### 15 km Freistil Massenstart
| Platz | Sportler               | Land                | Zeit        |
| ----- | ---------------------- | ------------------- | ----------- |
| 1     | Ebba Andersson         | Schweden            | 35:44,4 min |
| 2     | Moa Lundgren           | Schweden            | 36:21,5 min |
| 3     | Emma Ribom             | Schweden            | 36:29,6 min |
| 4     | Flora Dolci            | Frankreich          | 36:40,2 min |
| 5     | Chi Chunxue            | Volksrepublik China | 37:13,1 min |
| 6     | Moa Olsson             | Schweden            | 37:17,3 min |
| 7     | Hedda Østberg Amundsen | Norwegen            | 37:23,2 min |
| 8     | Anna Comarella         | Italien             | 37:24,5 min |
| 9     | Nina Dubotolkina       | Russland            | 37:35,0 min |
| 10    | Francesca Franchi      | Italien             | 37:35,3 min |

Datum: 5. März 2020

Es waren 53 Athletinnen am Start.

Weitere Teilnehmerinnen aus deutschsprachigen Ländern:

 Antonia Fräbel: 16. Platz

 Désirée Steiner: 29. Platz

 Celine Mayer: 30. Platz

 Alexandra Danner: 36. Platz

 Barbara Walchhofer: 40. Platz

 Julia Richter: DNF

## Skilanglauf U23 Mixed

### 4 × 5-km-Staffel
| Platz | Sportler                                                                           | Land               | Gesamtzeit  |
| ----- | ---------------------------------------------------------------------------------- | ------------------ | ----------- |
| 1     | Marte Mæhlum Johansen Håvard Moseby Harald Østberg Amundsen Hedda Østberg Amundsen | Norwegen           | 54:40,5 min |
| 2     | Christina Mazokina Sergei Ardaschew Denis Filimonow Nina Dubotolkina               | Russland           | 55:07,2 min |
| 3     | Anna Comarella Simone Daprà Martin Coradazzi Francesca Franchi                     | Italien            | 55:20,7 min |
| 4     | Johanna Hagström Leo Johansson Fredrik Andersson Moa Olsson                        | Schweden           | 55:33,2 min |
| 5     | Julia Kern Hunter Wonders Zane Fields Hailey Swirbul                               | Vereinigte Staaten | 55:35,1 min |
| 6     | Juliette Ducordeau Hugo Lapalus Flora Dolci Arnaud Chautemps                       | Frankreich         | 55:57,3 min |
| 7     | Antonia Fräbel Janosch Brugger Richard Leupold Coletta Rydzek                      | Deutschland        | 56:14,6 min |
| 8     | Vilma Nissinen Aleksi Parttimaa Emmi Lamsa Remi Lindholm                           | Finnland           | 56:45,9 min |

Datum: 7. März 2020

## Skilanglauf Junioren

### Sprint Freistil
| Platz | Sportler         | Land               |
| ----- | ---------------- | ------------------ |
| 1     | Ansgar Evensen   | Norwegen           |
| 2     | Valerio Grond    | Schweiz            |
| 3     | Maxim Cervinka   | Deutschland        |
| 4     | Sergei Wolkow    | Russland           |
| 5     | Anian Sossau     | Deutschland        |
| 6     | Ben Ogden        | Vereinigte Staaten |
| 7     | Gus Schumacher   | Vereinigte Staaten |
| 8     | Miska Poikkimaki | Finnland           |
| 9     | Edvin Anger      | Schweden           |
| 10    | Dmitriy Zhul     | Russland           |
| 11    | Tomas Lukes      | Tschechien         |
| 12    | Vladimir Rybkin  | Russland           |

Datum: 29. Februar 2020

Es waren 97 Teilnehmer am Start.

Weitere Teilnehmer aus deutschsprachigen Ländern:

 Avelino Näpflin: 27. Platz

 Jonas Schröter: 41. Platz

 Nicola Wigger: 50. Platz

### 10 km klassisch
| Platz | Sportler              | Land               | Zeit        |
| ----- | --------------------- | ------------------ | ----------- |
| 1     | Gus Schumacher        | Vereinigte Staaten | 26:31,7 min |
| 2     | Friedrich Moch        | Deutschland        | 26:36,2 min |
| 3     | Davide Graz           | Italien            | 26:38,4 min |
| 4     | Dmitriy Zhul          | Russland           | 26:48,4 min |
| 5     | David Thorvik         | Norwegen           | 27:05,7 min |
| 6     | Martin Kirkeberg Mørk | Norwegen           | 27:15,2 min |
| 7     | Jan-Friedrich Doerks  | Deutschland        | 27:15,7 min |
| 8     | Jakob Milz            | Deutschland        | 27:17,7 min |
| 9     | Ben Ogden             | Vereinigte Staaten | 27:21,5 min |
| 10    | Luke Jager            | Vereinigte Staaten | 27:22,3 min |

Datum: 2. März 2020

Es waren 99 Teilnehmer am Start.

Weitere Teilnehmer aus deutschsprachigen Ländern:

 Korbinian Heiland: 14. Platz

 Avelino Näpflin: 21. Platz

 Cla-Ursin Nufer: 22. Platz

 Nicola Wigger: 26. Platz

 Yanik Pauchard: 55. Platz

### 30 km Freistil Massenstart
| Platz | Sportler               | Land               | Zeit         |
| ----- | ---------------------- | ------------------ | ------------ |
| 1     | Iver Tildheim Andersen | Norwegen           | 1:13:39,0 h. |
| 2     | Friedrich Moch         | Deutschland        | 1:13:48,4 h. |
| 3     | Martin Kirkeberg Mørk  | Norwegen           | 1:14:11,8 h. |
| 4     | Rémi Drolet            | Kanada             | 1:14:22,2 h. |
| 5     | Gus Schumacher         | Vereinigte Staaten | 1:14:35,1 h. |
| 6     | Davide Graz            | Italien            | 1:14:41,3 h. |
| 7     | Lars Agnar Hjelmeset   | Norwegen           | 1:15:09,8 h. |
| 8     | Victor Lovera          | Frankreich         | 1:15:24,8 h. |
| 9     | William Poromaa        | Schweden           | 1:16:01,5 h. |
| 10    | Sabin Coupat           | Frankreich         | 1:16:01,7 h. |

Datum: 4. März 2020

Es waren 73 Teilnehmer am Start.

Weitere Teilnehmer aus deutschsprachigen Ländern:

 Jakob Milz: 14. Platz

 Cla-Ursin Nufer: 16. Platz

 Nicola Wigger: 33. Platz

 Korbinian Heiland: 36. Platz

 Avelino Näpflin: 42. Platz

 Philip Wieser: 43. Platz

 Yanik Pauchard: 46. Platz

 Nils Kurz: 51. Platz

 Anian Sossau: DNF

### 4 × 5-km-Staffel
| Platz | Sportler                                                     | Land               | Gesamtzeit  |
| ----- | ------------------------------------------------------------ | ------------------ | ----------- |
| 1     | Luke Jager Ben Ogden John Steel Hagenbuch Gus Schumacher     | Vereinigte Staaten | 54:54,9 min |
| 2     | Xavier McKeever Olivier Léveillé Thomas Stephen Rémi Drolet  | Kanada             | 55:30,4 min |
| 3     | Michele Gasperi Davide Graz Giovanni Ticco Francesco Manzoni | Italien            | 55:50,3 min |
| 4     | Nicola Wigger Avelino Näpflin Cla-Ursin Nufer Valerio Grond  | Schweiz            | 56:29,3 min |
| 5     | Gaspard Rousset Sabin Coupat Victor Lovera Mathieu Goalabre  | Frankreich         | 56:33,7 min |
| 6     | Artem Maximov Dmitriy Zhul Andrei Kusnezow Sergei Wolkow     | Russland           | 56:39,0 min |
| 7     | Jakob Milz Jan-Friedrich Doerks Anian Sossau Friedrich Moch  | Deutschland        | 56:40,4 min |
| 8     | Dawid Damian Robert Bugara Sebastian Bryja Piotr Sobiczewski | Polen              | 57:19,7 min |

Datum: 6. März 2020

## Skilanglauf Juniorinnen

### Sprint Freistil
| Platz | Sportler                | Land        |
| ----- | ----------------------- | ----------- |
| 1     | Louise Lindström        | Schweden    |
| 2     | Izabela Marcisz         | Polen       |
| 3     | Siri Wigger             | Schweiz     |
| 4     | Elena Rise Johnsen      | Norwegen    |
| 5     | Helene Marie Fossesholm | Norwegen    |
| 6     | Jasmin Kähärä           | Finnland    |
| 7     | Monika Skinder          | Polen       |
| 8     | Lisa Lohmann            | Deutschland |
| 9     | Hanne Wilberg Rofstad   | Norwegen    |
| 10    | Tilde Bångman           | Schweden    |
| 11    | Moa Hansson             | Schweden    |
| 12    | Weronika Stepanowa      | Russland    |

Datum: 29. Februar 2020

Es waren 88 Teilnehmerinnen am Start.

Weitere Teilnehmerinnen aus deutschsprachigen Ländern:

 Anja Weber: 16. Platz

 Jessica Löschke: 26. Platz

 Lara Dellit: 29. Platz

 Flavia Lindegger: 32. Platz

 Nadja Kälin: 38. Platz

 Miriam Reisnecker: 43. Platz

### 5 km klassisch
| Platz | Sportler                | Land                | Zeit        |
| ----- | ----------------------- | ------------------- | ----------- |
| 1     | Helene Marie Fossesholm | Norwegen            | 13:49,1 min |
| 2     | Lisa Lohmann            | Deutschland         | 14:04,8 min |
| 3     | Izabela Marcisz         | Polen               | 14:17,2 min |
| 4     | Emilie Jeantet          | Italien             | 14:20,4 min |
| 5     | Dinigeer Yilamujiang    | Volksrepublik China | 14:25,5 min |
| 6     | Märta Rosenberg         | Schweden            | 14:27,1 min |
| 7     | Barbora Havlíčková      | Tschechien          | 14:28,1 min |
| 8     | Louise Lindström        | Schweden            | 14:29,1 min |
| 9     | Weronika Stepanowa      | Russland            | 14:30,0 min |
| 10    | Elena Rise Johnsen      | Norwegen            | 14:31,3 min |

Datum: 2. März 2020

Es waren 87 Teilnehmerinnen am Start.

Weitere Teilnehmerinnen aus deutschsprachigen Ländern:

 Siri Wigger: 11. Platz

 Nadja Kälin: 15. Platz

 Anja Weber: 18. Platz

 Amelie Hofmann: 25. Platz

 Germana Thannheimer: 28. Platz

 Cindy Kammler: 34. Platz

 Nina Riedener: 36. Platz

 Anja Lozza: 44. Platz

 Witta-Luisa Walcher: 48. Platz

 Magdalena Scherz: 66. Platz

### 15 km Freistil Massenstart
| Platz | Sportler                | Land               | Zeit        |
| ----- | ----------------------- | ------------------ | ----------- |
| 1     | Helene Marie Fossesholm | Norwegen           | 35:55,6 min |
| 2     | Izabela Marcisz         | Polen              | 37:04,9 min |
| 3     | Siri Wigger             | Schweiz            | 37:06,2 min |
| 4     | Patrīcija Eiduka        | Lettland           | 37:07,8 min |
| 5     | Sophia Laukli           | Vereinigte Staaten | 37:22,1 min |
| 6     | Louise Lindström        | Schweden           | 37:24,5 min |
| 7     | Anja Weber              | Schweiz            | 37:26,7 min |
| 8     | Julie Pierrel           | Frankreich         | 37:28,1 min |
| 9     | Novie McCabe            | Vereinigte Staaten | 37:28,6 min |
| 10    | Tove Ericsson           | Schweden           | 37:28,8 min |

Datum: 4. März 2020

Es waren 81 Teilnehmerinnen am Start.

Weitere Teilnehmerinnen aus deutschsprachigen Ländern:

 Amelie Hofmann: 15. Platz

 Nadja Kälin: 22. Platz

 Helen Hoffmann: 25. Platz

 Cindy Kammler: 28. Platz

 Witta-Luisa Walcher: 30. Platz

 Magdalena Scherz: 38. Platz

 Nina Riedener: 39. Platz

 Soli Mesotitsch: 40. Platz

 Anja Lozza: 43. Platz

 Jessica Löschke: DNF

### 4 × 3,3-km-Staffel
| Platz | Sportler                                                                                  | Land               | Gesamtzeit  |
| ----- | ----------------------------------------------------------------------------------------- | ------------------ | ----------- |
| 1     | Nadja Kälin Siri Wigger Anja Weber Anja Lozza                                             | Schweiz            | 35:08,6 min |
| 2     | Sydney Palmer-Leger Kendall Kramer Sophia Laukli Novie McCabe                             | Vereinigte Staaten | 35:13,5 min |
| 3     | Tilde Bångman Märta Rosenberg Tove Ericsson Louise Lindström                              | Schweden           | 35:22,8 min |
| 4     | Nicole Monsorno Emilie Jeantet Valentina Maj Martina Di Centa                             | Italien            | 35:53,2 min |
| 5     | Anastassija Falejewa Natalija Mekrjukowa Olga Zhouludeva Weronika Stepanowa               | Russland           | 35:59,7 min |
| 6     | Kristin Austgulen Fosnæs Hanne Wilberg Rofstad Elena Rise Johnsen Helene Marie Fossesholm | Norwegen           | 36:17,5 min |
| 7     | Julie Pierrel Maëlle Veyre Lou Reynaud Amelie Suiffet                                     | Frankreich         | 36:32,2 min |
| 8     | Hanna Ray Siiri Kaijansinkko Ida Haapala Jasmin Kähärä                                    | Finnland           | 36:33,2 min |

Datum: 6. März 2020

## Nordische Kombination Junioren

### Gundersen (Normalschanze HS 105/10km)
| Platz | Sportler           | Land        | Punkte | Gesamtzeit  |
| ----- | ------------------ | ----------- | ------ | ----------- |
| 1     | Jens Lurås Oftebro | Norwegen    | 132,3  | 24:00,1 min |
| 2     | Johannes Lamparter | Österreich  | 113,0  | 25:14,5 min |
| 3     | Gaël Blondeau      | Frankreich  | 103,0  | 26:05,9 min |
| 4     | Rok Jelen          | Slowenien   | 111,8  | 26:05,9 min |
| 5     | Christian Frank    | Deutschland | 115,5  | 26:07,4 min |
| 6     | Stefan Rettenegger | Österreich  | 106,6  | 26:17,2 min |
| 7     | Sebastian Østvold  | Norwegen    | 115,5  | 26:39,7 min |
| 8     | Mattéo Baud        | Frankreich  | 100,4  | 26:42,8 min |
| 9     | Atte Kettunen      | Finnland    | 102,9  | 26:45,4 min |
| 10    | Stefano Radovan    | Italien     | 098,8  | 26:46,0 min |

Datum: 4. März 2020

Es waren 58 Teilnehmer am Start.

Weitere Teilnehmer aus deutschsprachigen Ländern:

 Thomas Rettenegger: 18. Platz

 Luis Lehnert: 19. Platz

 David Mach: 20. Platz

 Jan Andersen: 21. Platz

 Pascal Müller: 42. Platz

 Manuel Einkemmer: DSQ

### Mannschaft (Normalschanze HS 105/4 × 5 km)
| Platz | Sportler                                                                | Land        | Punkte | Gesamtzeit  |
| ----- | ----------------------------------------------------------------------- | ----------- | ------ | ----------- |
| 1     | Stefan Rettenegger Thomas Rettenegger Johannes Lamparter Fabio Obermeyr | Österreich  | 493,4  | 47:23,5 min |
| 2     | Maël Tyrode Edgar Vallet Mattéo Baud Gaël Blondeau                      | Frankreich  | 477,8  | 47:59,4 min |
| 3     | Emil Ottesen Marius Solvik Sebastian Østvold Andreas Skoglund           | Norwegen    | 453,6  | 48:01,7 min |
| 4     | Nick Siegemund Luis Lehnert David Mach Christian Frank                  | Deutschland | 444,1  | 48:06,2 min |
| 5     | Wille Karhumaa Perttu Reponen Waltteri Karhumaa Otto Niittykoski        | Finnland    | 462,3  | 48:30,0 min |
| 6     | Yūya Yamamoto Daimatsu Takehana Shōgo Azegami Kodai Kimura              | Japan       | 451,3  | 49:03,9 min |

Datum: 8. März 2020

## Nordische Kombination Juniorinnen

### Gundersen (Normalschanze HS 105/5 km)
| Platz | Sportler             | Land        | Punkte | Gesamtzeit  |
| ----- | -------------------- | ----------- | ------ | ----------- |
| 1     | Jenny Nowak          | Deutschland | 118,7  | 14:12,3 min |
| 2     | Gyda Westvold Hansen | Norwegen    | 112,3  | 14:57,5 min |
| 3     | Lisa Hirner          | Österreich  | 102,0  | 15:03,5 min |
| 4     | Maria Gerboth        | Deutschland | 104,1  | 15:10,2 min |
| 5     | Marte Leinan Lund    | Norwegen    | 094,8  | 15:14,0 min |
| 6     | Sana Azegami         | Japan       | 101,5  | 15:14,4 min |
| 7     | Léna Brocard         | Frankreich  | 104,5  | 15:20,6 min |
| 8     | Ayane Miyazaki       | Japan       | 097,5  | 15:39,0 min |
| 9     | Anju Nakamura        | Japan       | 080,1  | 15:48,1 min |
| 10    | Annika Sieff         | Italien     | 092,6  | 15:59,9 min |

Datum: 4. März 2020

Es waren 34 Teilnehmerinnen am Start.

Weitere Teilnehmerinnen aus deutschsprachigen Ländern:

 Annalena Slamik: 11. Platz

 Sigrun Kleinrath: 12. Platz

 Emilia Görlich: 14. Platz

 Johanna Bassani: 15. Platz

 Sophia Maurus: 17. Platz

## Nordische Kombination Mixed

### Mannschaft (Normalschanze HS 105/5km, 2 × 2,5km, 5km)
| Platz | Sportler                                                                  | Land        | Punkte | Gesamtzeit  |
| ----- | ------------------------------------------------------------------------- | ----------- | ------ | ----------- |
| 1     | Sebastian Østvold Marte Leinan Lund Gyda Westvold Hansen Andreas Skoglund | Norwegen    | 106,9  | 41:15,6 min |
| 2     | Christian Frank Maria Gerboth Jenny Nowak David Mach                      | Deutschland | 099,6  | 41:48,2 min |
| 3     | Daimatsu Takehana Ayane Miyazaki Anju Nakamura Kodai Kimura               | Japan       | 089,2  | 42:18,4 min |
| 4     | Johannes Lamparter Lisa Hirner Sigrun Kleinrath Manuel Einkemmer          | Österreich  | 084,0  | 42:25,8 min |
| 5     | Stefano Radovan Annika Sieff Daniela Dejori Iacopo Bortolas               | Italien     | 073,5  | 42:37,1 min |
| 6     | Eduard Schirnow Glafira Noskowa Alexandra Glasunowa Alexander Milanin     | Russland    | 092,3  | 44:25,3 min |

Datum: 6. März 2020

Teilnehmende Nationen und Teams: 11

## Skispringen Junioren

### Normalschanze
| Platz | Sportler              | Land        | Weite 1 | Weite 2 | Punkte |
| ----- | --------------------- | ----------- | ------- | ------- | ------ |
| 1     | Peter Resinger        | Österreich  | 108,0 m | 098,0 m | 238,3  |
| 2     | Sander Vossan Eriksen | Norwegen    | 092,5 m | 108,0 m | 230,9  |
| 3     | Mark Hafnar           | Slowenien   | 108,5 m | 095,0 m | 228,5  |
| 4     | Žak Mogel             | Slowenien   | 106,0 m | 097,0 m | 224,3  |
| 5     | Marco Wörgötter       | Österreich  | 095,5 m | 095,5 m | 218,5  |
| 6     | Kilian Märkl          | Deutschland | 089,0 m | 106,0 m | 216,2  |
| 7     | Philipp Raimund       | Deutschland | 096,0 m | 094,5 m | 214,1  |
| 8     | David Haagen          | Österreich  | 102,5 m | 092,0 m | 212,0  |
| 9     | Tomasz Pilch          | Polen       | 102,5 m | 090,0 m | 211,4  |
| 10    | Mathis Contamine      | Frankreich  | 100,0 m | 091,5 m | 200,6  |

Datum: 5. März 2020

Es waren 65 Teilnehmer am Start.

Weitere Teilnehmer aus deutschsprachigen Ländern:

 Lars Kindlimann: 11. Platz

 Sandro Hauswirth: 12. Platz

 Luca Roth: 16. Platz

 Josef Ritzer: 17. Platz

 Dominik Peter: 20. Platz

 Claudio Haas: 24. Platz

 Olan Lacroix: 44. Platz

### Mannschaftsspringen Normalschanze
| Platz | Sportler                                                                       | Land        | Weite 1                         | Weite 2                         | Punkte |
| ----- | ------------------------------------------------------------------------------ | ----------- | ------------------------------- | ------------------------------- | ------ |
| 1     | Žak Mogel Jan Bombek Jernej Presečnik Mark Hafnar                              | Slowenien   | 091,5 m 099,5 m 103,5 m 107,5 m | 099,0 m 104,0 m 104,0 m 082,0 m | 900,3  |
| 2     | Peter Resinger Josef Ritzer David Haagen Marco Wörgötter                       | Österreich  | 100,5 m 089,5 m 092,0 m 099,0 m | 104,5 m 095,5 m 101,0 m 100,0 m | 871,3  |
| 3     | Luca Roth Claudio Haas Kilian Märkl Philipp Raimund                            | Deutschland | 096,5 m 084,5 m 087,5 m 096,0 m | 103,0 m 091,0 m 099,0 m 102,0 m | 833,2  |
| 4     | Bendik Jakobsen Heggli Jens Gaarder Ole Kristian Baarset Sander Vossan Eriksen | Norwegen    | 091,0 m 083,5 m 089,0 m 101,5 m | 097,0 m 097,5 m 094,5 m 102,0 m | 813,3  |
| 5     | Ryūsei Ikeda Sota Kudō Ren Nikaidō Shinnosuke Fujita                           | Japan       | 093,5 m 082,5 m 095,0 m 090,0 m | 094,0 m 085,5 m 097,0 m 094,0 m | 759,2  |
| 6     | Maxim Kolobow Alexander Loginow Danil Sadrejew Ilja Mankow                     | Russland    | 091,0 m 085,5 m 082,5 m 097,5 m | 083,5 m 090,5 m 099,5 m 096,0 m | 737,7  |

Datum: 7. März 2020
Weiteres deutschsprachiges Team:
 Schweiz: 8. Platz

## Skispringen Juniorinnen

### Normalschanze
| Platz | Sportler             | Land        | Weite 1 | Weite 2 | Punkte |
| ----- | -------------------- | ----------- | ------- | ------- | ------ |
| 1     | Marita Kramer        | Österreich  | 099,0 m | 101,0 m | 238,9  |
| 2     | Thea Minyan Bjørseth | Norwegen    | 103,0 m | 090,0 m | 213,5  |
| 3     | Lara Malsiner        | Italien     | 093,5 m | 101,0 m | 211,9  |
| 4     | Lisa Eder            | Österreich  | 088,5 m | 097,0 m | 207,7  |
| 5     | Katra Komar          | Slowenien   | 094,0 m | 090,0 m | 199,6  |
| 6     | Selina Freitag       | Deutschland | 090,0 m | 091,5 m | 194,9  |
| 7     | Lidija Jakowlewa     | Russland    | 083,5 m | 104,5 m | 192,9  |
| 8     | Kinga Rajda          | Polen       | 083,5 m | 100,0 m | 192,8  |
| 9     | Irma Machinja        | Russland    | 090,0 m | 101,5 m | 188,5  |
| 10    | Jerneja Brecl        | Slowenien   | 079,5 m | 104,0 m | 179,2  |

Datum: 5. März 2020

Es waren 60 Teilnehmerinnen am Start.

Weitere Teilnehmerinnen aus deutschsprachigen Ländern:

 Julia Mühlbacher: 11. Platz

 Pia Lilian Kübler: 13. Platz

 Michelle Göbel: 21. Platz

 Vanessa Moharitsch: 32. Platz

 Josephin Laue: 34. Platz

### Mannschaftsspringen Normalschanze
| Platz | Sportler                                                                     | Land        | Weite 1                      | Weite 2                      | Punkte |
| ----- | ---------------------------------------------------------------------------- | ----------- | ---------------------------- | ---------------------------- | ------ |
| 1     | Lisa Eder Vanessa Moharitsch Julia Mühlbacher Marita Kramer                  | Österreich  | 97,5 m 93,0 m 96,0 m 96,0 m  | 98,5 m 86,0 m 92,0 m 102,5 m | 800,7  |
| 2     | Jerneja Brecl Lara Logar Jerneja Repinc Zupančič Katra Komar                 | Slowenien   | 92,0 m 68,5 m 95,5 m 100,0 m | 98,5 m 87,5 m 98,5 m 95,0 m  | 740,5  |
| 3     | Michelle Göbel Josephin Laue Pia Lilian Kübler Selina Freitag                | Deutschland | 80,5 m 83,5 m 95,5 m 92,0 m  | 86,0 m 96,5 m 92,0 m 92,0 m  | 708,5  |
| 4     | Anna Schpynjowa Kristina Prokopjewa Irma Machinja Lidija Jakowlewa           | Russland    | 89,0 m 91,5 m 66,0 m 75,0 m  | 91,5 m 92,0 m 106,5 m 91,5 m | 692,7  |
| 5     | Nora Midtsundstad Eirin Maria Kvandal Karoline Skatvedt Thea Minyan Bjørseth | Norwegen    | 74,5 m 100,0 m 93,5 m 90,5 m | 75,5 m 95,5 m 91,0 m 98,5 m  | 679,3  |
| 6     | Jessica Malsiner Martina Ambrosi Annika Sieff Lara Malsiner                  | Italien     | 87,0 m 78,5 m 92,5 m 90,0 m  | 83,0 m 78,0 m 93,0 m 100,0 m | 664,4  |

Datum: 7. März 2020

## Mixed-Teamspringen Normalschanze
| Platz | Sportler                                                                              | Land        | Weite 1                         | Weite 2                         | Punkte |
| ----- | ------------------------------------------------------------------------------------- | ----------- | ------------------------------- | ------------------------------- | ------ |
| 1     | Lisa Eder Marco Wörgötter Marita Kramer Peter Resinger                                | Österreich  | 083,0 m 102,0 m 097,5 m 103,5 m | 098,5 m 100,0 m 098,5 m 103,0 m | 1023,3 |
| 2     | Eirin Maria Kvandal Bendik Jakobsen Heggli Thea Minyan Bjørseth Sander Vossan Eriksen | Norwegen    | 092,0 m 098,0 m 096,0 m 100,5 m | 089,0 m 098,5 m 097,5 m 103,5 m | 1021,7 |
| 3     | Jerneja Brecl Jan Bombek Katra Komar Mark Hafnar                                      | Slowenien   | 082,0 m 108,0 m 091,5 m 097,5 m | 094,0 m 108,0 m 091,0 m 102,0 m | 986,0  |
| 4     | Pia Lilian Kübler Philipp Raimund Selina Freitag Luca Roth                            | Deutschland | 082,0 m 100,5 m 081,5 m 085,5 m | 090,5 m 098,5 m 095,0 m 102,0 m | 926,3  |
| 5     | Lidija Jakowlewa Danil Sadrejew Irma Machinja Ilja Mankow                             | Russland    | 087,5 m 098,5 m 086,0 m 092,5 m | 096,5 m 088,0 m 074,0 m 099,0 m | 887,3  |
| 6     | Joséphine Pagnier Valentin Foubert Lucile Morat Mathis Contamine                      | Frankreich  | 091,5 m 094,0 m 082,5 m 100,0 m | 088,0 m 093,5 m 084,5 m 100,0 m | 883,0  |

Datum: 8. März 2020